# Micropterna sequax
Espèce
Micropterna sequax est un insecte de la famille des Limnephilidae.